# Wereldkampioenschap wegrace 1973
Het wereldkampioenschap wegrace seizoen 1973 was het 25e in de geschiedenis van het door de FIM georganiseerde wereldkampioenschap wegrace.

## Algemeen
Merken/teams
In 1973 verdween naast Derbi ook Aermacchi van de circuits, maar alleen als merk. Nadat men enige jaren als "Aermacchi Harley-Davidson" had geopereerd verviel de naam "Aermacchi" en racete men onder de naam "Harley Davidson". Na het overlijden van Renzo Pasolini reed de Fransman Michel Rougerie nog met de Harley-Davidsons, maar pas tegen het einde van het seizoen, in Tsjecho-Slowakije, was er weer sprake van een echt fabrieksteam onder leiding van Gilberto Milani. Rougerie en Gianfranco Bonera kregen nu ook de watergekoelde racers. 
Benelli was in 1972 overgenomen door Alejandro de Tomaso en die besliste dat zijn ingenieurs zich moesten bezighouden met de ontwikkeling van nieuwe straatmodellen. Daardoor was er in 1973 geen ruimte meer voor een raceteam, maar sporadisch startte men nog wel met de bestaande viercilinder viertakten. 
De Italiaanse merken werden eind 1972/begin 1973 getroffen door maandelange stakingen in de metaalindustrie, waardoor de ontwikkeling van de racemotoren van Harley Davidson en MV Agusta vertraging opliep.
Nu het een dure nieuwe 500cc-racer had, was het logisch dat Yamaha weer een echt fabrieksteam kreeg. Het team bestond uit 32 man, waaronder Ferry Brouwer en er was zelfs een "welfare officer" aangesteld, die moest zorgen dat de coureurs Jarno Saarinen en Hideo Kanaya van alle gemakken waren voorzien. Kent Andersson en Chas Mortimer kregen wel enige steun, maar moesten zelf voor hun motorfietsen zorgen. Jarno Saarinen en Hideo Kanaya kozen ervoor niet in de 350cc-klasse te starten, waarschijnlijk omdat ze met de Yamaha TZ 250 en de Yamaha TZ 500 al in twee klassen reden en het maximum aantal racekilometers per dag anders zouden overschrijden. 
De tweetakt-buitenboordmotoren van Crescent, die door Rudi Kurth in zijn Cat-zijspancombinatie werden gebruikt, werden in 1973 onder de naam "Monark" ingeschreven. Ze kwamen van hetzelfde bedrijf, MCB Monark-Crescent AB, maar Monark was de naam waaronder dit merk ook motorfietsen maakte. Men kwam met Lars Persson en Jan Bruins nu ook in de 50cc-klasse aan de start. 
Na het ongeluk op Monza waarbij Jarno Saarinen en Renzo Pasolini verongelukten maakte Yamaha bekend het fabrieksteam voor de rest van het seizoen terug te trekken. Saarinen's teamgenoot Hideo Kanaya was meteen na het ongeluk teruggekeerd naar Japan. Het team leverde onofficieel toch nog steun aan Teuvo Länsivuori, die officieel voor de Finse importeur Arwidson reed, maar geholpen werd door de fabrieksmonteurs Nobby Clark en Vince French.
In 1972 waren er al krasjes gekomen in het betrouwbaarheids-imago van de MV Agusta's, maar in 1973 vielen de nieuwe viercilinder machines heel vaak stil. Tot woede van Agostini, die al moeite genoeg had met de Yamaha TZ 500's van Jarno Saarinen en Hideo Kanaya. Bij MV Agusta hoopte men dat die machines kinderziekten zouden vertonen, maar dat bleek niet zo te zijn. Dankzij het terugtrekken van Yamaha na het ongeluk in Monza werd Read toch nog wereldkampioen, terwijl Agostini de 350-titel greep. Agostini greep echter vaak terug naar de "oude" driecilinder, omdat hij de viercilinder niet betrouwbaar genoeg vond. 
Coureurs
Ángel Nieto stapte in 1973 over naar het team van Morbidelli, maar dat had wel wat voeten in de aarde, want Giancarlo Morbidelli moest hem eerst beloven dat het frame en de stroomlijnkuip naar zijn wensen zouden worden aangepast. Nadat het John Player Norton team werd ingekrompen tot twee rijders tekende Phil Read een contract met MV Agusta. Jarno Saarinen en Hideo Kanaya tekenden in januari 1973 een nieuw contract met Yamaha voor de 250- en de 350cc-klassen, maar algemeen bekend was al dat Saarinen ook met de nieuwe Yamaha TZ 500 in de 500cc-klasse zou uitkomen. Börje Jansson kreeg een aanbod van Husqvarna, maar verlengde toch zijn contract met Maico. In de 250cc-klasse verscheen hij met een Yamaha. Silvio Grassetti beëindigde zijn samenwerking met MZ en zou met een privé-Yamaha TD 3 gaan rijden. Hij reed in 1973 echter nog steeds met MZ's. Bruno Kneubühler werd opgenomen in het team van Van Veen-Kreidler en reed als semi-fabrieksrijder ook met de Harley Davidsons. Na het ongeluk in Monza, waarna het Yamaha-fabrieksteam zich terugtrok, kreeg hij als semi-fabrieksrijder steun van dit merk. 
In juli werd bekendgemaakt dat László Szabó, die in 1973 al niet meer in het WK uitkwam, bij een verkeersongeval in Frankrijk was verongelukt. Het duurde een maand vooraleer bekend werd dat hij slechts zwaar gewond was geraakt maar inmiddels thuis aan het herstellen was. 
Nadat hij eind 1972 al geschorst was, werd de Belg Oronzo Memola ("Oversized Oronzo") wegens het herhaaldelijk met een verkeerde cilinderinhoud rijden in september 1973 door de Belgische Motorrijdersbond opnieuw geschorst. Ook in 1973 had hij regelmatig met een 350cc-motor in de 250cc-klasse gereden, waarbij hij steeds weigerde na ingediende protesten zijn motorfiets te laten onderzoeken. De schorsing had echter weinig zin: ze eindigde op 30 april 1974, een week na aanvang van het GP-seizoen. 
Giacomo Agostini was in september al wereldkampioen 350 cc, maar in die maand raakte hij gewond bij een val tijdens een testrit op het Autodromo Santa Monica. 
Zijspancoureur Jeff Gawley presteerde erg goed in de eerste drie GP's, maar toen zijn bakkenist Peter Sales vertrok kreeg hij problemen. Sales was namelijk eigenaar van de König-motoren, die hij meenam. Uiteindelijk kon Gawley met financiële steun van enkele zakenlieden samen met Kenny Birch het seizoen voortzetten, maar een topklassering zat er niet meer in. 
Teuvo Länsivuori miste de Grand Prix van Spanje doordat hij tijdens de training juist op de pols viel die hij eerder tijdens de Hutchinson 100 op Brands Hatch gebroken had. 
Eind 1973 verbaasde Phil Read zich over de uitspraak van Giacomo Agostini in de pers dat hij (Ago) de eerste rijder bij MV Agusta zou moeten zijn. Read dacht dat de woorden van Agostini verdraaid waren, maar toen ze in een tweede interview herhaald werden was de sfeer tussen de beide teamgenoten om te snijden. Besloten werd dat tijdens de "Race of the South" op Brands Hatch beslist zou worden wie van hen de beste was. De race werd gewonnen door Read, terwijl Agostini zelfs nog door Wil Hartog ingehaald werd. 
Giacomo Agostini tekende in december 1973 een contract met Yamaha.
Races
Bij de GP van Frankrijk, die het seizoen opende, waren veel te veel rijders geëngageerd. De trainingen leken daardoor veel op races. Alleen al in de 250cc-klasse streden 108 rijders om 36 startplaatsen. Bovendien waren per klasse slechts 25 minuten voor de kwalificatietraining uitgetrokken. De wedstrijden begonnen 's ochtend om 09.00 uur al, omdat er een Formule 750 race aan het programma was toegevoegd. 
Nadat eerst Jarno Saarinen en Renzo Pasolini en later ook de juniorrijders Galtrucco, Chionio en Colombini verongelukten, werden wedstrijden op het circuit van Monza voor de duur van het onderzoek, met name naar de Curva Grande, verboden. 
De Isle of Man TT werd een uitgeklede, nationale race door de boycot van alle toprijders, met uitzondering van de zijspanrijders. Tony Rutter, die de Junior TT won, had nog geen enkele GP-start gekregen. 
In Opatija, bij de Grand Prix van Joegoslavië, ontstond veel commotie omtrent de veiligheid van het circuit. Sinds 1972 was er al veel verbeterd en had men het aantal strobalen van 1200 opgevoerd tot 3250. Ondanks een inspectie én goedkeuring van de coureurs Chas Mortimer, John Dodds, Giacomo Agostini en Kim Newcombe trok Arturo Magni (teamchef van MV Agusta) zijn coureurs terug. Dat terwijl Giacomo Agostini en Phil Read best wilden rijden. Ook Teuvo Länsivuori had geen probleem met het circuit, maar werd door zijn baas, de Finse Yamaha-importeur Arwidson, onder druk gezet niet te rijden. De teneur in het algemeen was dat de organisatie een dergelijke onsportieve houding beslist niet verdiend had. 
Nadat de Oost-Duitse bond de GP van de DDR na prowesterse uitingen van het publiek tot een pure oostblok-wedstrijd had gemaakt, bleven die uitingen toch bestaan. Het publiek uit de DDR reisde nu massaal naar de GP van Tsjecho-Slowakije om de West-Duitser Dieter Braun aan te moedigen. Braun haalde in Brno zijn derde overwinning van het seizoen.

## Overleden/gestopt
Overleden
- Bij een enorm ongeluk in de eerste bocht van het circuit van Monza op 20 mei verongelukten Jarno Saarinen en Renzo Pasolini. Jarno Saarinen werd postuum 7e in de 500cc-eindstand en 4e in de 250cc-eindstand. Renzo Pasolini werd postuum 19e in de 250cc-klasse.
- Op dinsdag 14 augustus overleed Kim Newcombe aan zijn hoofdverwondingen, die hij drie dagen eerder tijdens een de training voor de 750 cc Prijs van de FIM op Silverstone had opgelopen.
- De Zwitser Werner Pfirter verongelukte samen met zijn monteur René Jaccard eind september tijdens een verkeersongeval op de thuisreis na de Grand Prix van Spanje. Hij werd postuum 13e in de 250cc-klasse en 12e in de 350cc-klasse.
- In oktober verongelukte František Srna tijdens een 250cc-kampioensrace in Bratislava.

Gestopt
- In november besloot de Nederlandse coureur Jan Bruins te stoppen met racen, maar nadat Theo Timmer het team van Jamathi verliet, werd Jan Bruins benaderd als vervanger en kwam hij in 1974 toch weer aan de start.
- Jan de Vries verklaarde in december tijdens een persconferentie dat hij met racen zou stoppen, nadat het Van Veen-team al had meegedeeld de race-activiteiten te moeten inperken en constructeur Jorg Möller naar Morbidelli vertrok.
- Börje Jansson verklaarde al in mei 1973 dat hij zou stoppen met racen, naar aanleiding van het overlijden van Saarinen en Pasolini. Hij maakte het seizoen echter wel af.

## Puntentelling
|         | 1e | 2e | 3e | 4e | 5e | 6e | 7e | 8e | 9e | 10e |
| Punten: | 15 | 12 | 10 | 8  | 6  | 5  | 4  | 3  | 2  | 1   |

## Aantal (tellende) wedstrijden
In de 50cc-klasse werden 7 races gereden, in de zijspanklasse 8, in de 250-, 350- en de 500cc-klassen 11 en in de 125cc-klasse 12. Voor de 500cc-klasse, de 250cc-klasse en de zijspanklasse waren meer wedstrijden gepland, maar die werden na het ongeval in Monza afgelast c.q. afgebroken.
Om het aantal tellende resultaten te bepalen moest men bij een even aantal races dit aantal halveren en er één bij optellen. Bij een oneven aantal werd er eerst een bij opgeteld en dit getal werd dan gehalveerd. 
| Klasse  | Races | Tellend |
| ------- | ----- | ------- |
| 50 cc   | 7     | 4       |
| 125 cc  | 12    | 7       |
| 250 cc  | 11    | 6       |
| 350 cc  | 11    | 6       |
| 500 cc  | 11    | 6       |
| zijspan | 8     | 5       |

## 500cc-klasse
Net als in de 350cc-klasse begon Jarno Saarinen de 500cc-klasse voortvarend door de eerste twee GP's te winnen met zijn nieuwe viercilinder Yamaha TZ 500. Na zijn overlijden in Monza was het nog niet makkelijk voor MV Agusta, want men wisselde regelmatig tussen de oude (betrouwbaardere) driecilinders en de nieuwe viercilinders. Vooral Kim Newcombe, die zelf betrokken was bij de ontwikkeling van zijn König, bood goed tegenstand, tot zijn ongeluk in augustus. Phil Read werd met de MV Agusta wereldkampioen, maar Giacomo Agostini werd slechts derde. 
Frankrijk, Paul Ricard
Bij de openingsrace in Frankrijk werd vooral rijkhalzend uitgezien naar de 500cc-klasse, want hier verscheen voor het eerst de nieuwe Yamaha TZ 500 aan de start. Agostini had ook een nieuwe MV Agusta 500 4C. In de trainingen kwam nog geen uitsluitsel over welke machine het snelste was. Agostini stond weliswaar op de derde startplaats, maar het verschil met de Yamaha-coureurs Hideo Kanaya en Jarno Saarinen was bijzonder klein. Agostini besloot met de iets langzamere maar betrouwbare en meer handelbare driecilinder MV Agusta 500 3C te starten, waarschijnlijk in de hoop dat de Yamaha's door kinderziekten de eindstreep niet zouden halen. Phil Read startte wel met de viercilinder MV Agusta. Saarinen had een bliksemstart, terwijl de machine van Agostini niet wilde aanslaan. Agostini moest dus een inhaalrace rijden, maar verremde zich en viel. Phil Read wist Kanaya nog in te halen, maar die had erg veel pijn aan zijn knie na een val tijdens de 200 Mijl van Imola. Read werd dus tweede en Kanaya werd derde. 
Oostenrijk, Salzburgring
Op de Salzburgring vertrouwde Agostini weer op de driecilinder, maar die was op dit circuit toch echt te langzaam. Saarinen en Kanaya reden van de MV Agusta's weg en Agostini kon zelfs zijn teamgenoot Read met geen mogelijkheid bij houden. In de twaalfde ronde besloot hij er maar gewoon mee te stoppen. Na 18 ronden stopte ook Read, omdat hij olie op zijn achterband had gekregen. Saarinen won opnieuw, Kanaya werd tweede en Kim Newcombe, die in dienst van König hard werkte om zijn machines te verbeteren, werd derde, maar hij had al een ronde achterstand. Na twee races had MV Agusta in de 500cc-klasse nog geen enkel punt gescoord.
Duitsland, Hockenheim
In Duitsland ging Phil Read aan kop, opgejaagd door Saarinen en Kanaya, terwijl Agostini zijn machine twee keer moest aanduwen en daardoor al kansloos leek. Dit keer lieten de Yamaha's hun coureurs echter in de steek: Kanaya kwam binnen met een vastloper en enige tijd later verloor Saarinen zijn ketting. Daardoor leek Agostini toch nog tweede te kunnen worden, maar hij viel opnieuw uit. Read won de race en werd door zijn team met champagne overgoten. De tweede plaats was nu voor Werner Giger met een opgeboorde Yamaha TZ 350 en derde werd Ernst Hiller met een König. De familie Hiller had een leuke dag: zoon Reinhard, ook met een König, had nog even voor zijn vader gereden maar werd na een pitstop uiteindelijk zesde. 
Nations GP, Monza
De 500cc-race in Monza werd na het ongeluk in de 250cc-klasse waarbij Renzo Pasolini en Jarno Saarinen het leven verloren afgelast.
Isle of Man Senior TT, Snaefell Mountain Course
Nu de wereldtop wegbleef op het eiland Man konden er zowaar punten gescoord worden met een oude Matchless G50. Dat deed Peter Williams, die tweede werd achter Jack Findlay (Suzuki). Derde werd Charlie Sanby met een Suzuki. De overwinning van Jack Findlay in de Senior TT was de eerste overwinning van een tweetaktmotor in deze klasse sinds Tim Wood in 1913 won met een Scott. 
Joegoslavië, Opatija
Kim Newcombe trainde in Joegoslavië als snelste, nu de MV Agusta-rijders van hun teambaas een rijverbod hadden gekregen. Hij startte ook als snelste, achtervolgd door János Drapál, Armando Torraca (Paton), Tapio Virtanen (Yamaha) en Børge Nielsen (Yamaha). Drapál en Torraca moesten bougies wisselen en Virtanen en Nielsen vielen uit, waardoor Newcombe eenzaam aan de leiding ging. De tweede plaats werd toen ingenomen door Gianfranco Bonera met een luchtgekoelde Suzuki T 500, maar door een tankstop verloor hij die positie weer aan Steve Ellis (Yamaha), die al twee jaar niet meer aan het wereldkampioenschap had deelgenomen. 
Nederland, Assen
In Assen vertrok Agostini als snelste en Read kon hem niet volgen. Net over de helft van de race viel Agostini echter opnieuw uit, dit keer door een kapotte versnellingsbak. Read kon zo toch de overwinning grijpen, voor Kim Newcombe met de König en Christian Bourgeois met zijn Sonauto-Yamaha. Wil Hartog (Riemersma-Yamaha) werd vierde. Door zijn tweede plaats behield Newcombe de leiding in het kampioenschap. 
België, Spa-Francorchamps
In België was er eindelijk succes voor Giacomo Agostini. Eindelijk bleef zijn MV Agusta een keer heel en zijn eerste punten van het hele seizoen waren er meteen 15. Hij won zelfs met 25 seconden voorsprong op zijn teamgenoot Phil Read. Read stond echter comfortabel aan de leiding van de WK-stand met 54 punten. Kim Newcombe kon in Francorchamps lang de derde plaats vasthouden, maar hij werd ingehaald door Dieter Braun en Jack Findlay. Braun kreeg echter problemen en Newcombe ook maar die wist achter Jack Findlay toch nog vierde te worden.
Tsjecho-Slowakije, Brno
Agostini won ook de 500cc-Grand Prix van Tsjecho-Slowakije, maar omdat Kim Newcombe geen punten scoorde (in de laatste bocht gevallen, terwijl hij derde lag) en Read tweede werd, werd diens voorsprong in het WK opnieuw groter. Jack Findlay, die vijfde werd, stond nu op de derde plaats op de ranglijst, achter Read en Newcombe. 
Zweden, Anderstorp
Phil Read won de 500cc-race in Zweden en mocht zich nu wereldkampioen noemen. Het was zijn zesde wereldtitel, maar de eerste in de 500cc-klasse. In Zweden werd Giacomo Agostini tweede en Kim Newcombe finishte als derde. 
Finland, Imatra
In Finland was er weinig spanning in de 500cc-race. Agostini en Read reden weg van de rest van het veld en finishten als eerste en tweede met slechts 0,3 seconden verschil. Bruno Kneubühler (Yamaha) haalde zijn tweede podiumplaats door van start tot finish de derde plaats te behouden.
Spanje, Jarama
In Spanje verscheen Agostini niet aan de start. Hij had juist een operatie aan een been ondergaan nadat hij tijdens een testrit gevallen was. Opmerkelijk was dat Read desondanks zo veel moeite had de race te winnen. Gedurende de eerste 40 ronden reed Bruno Kneubühler aan de leiding en na 14 ronden begon Read zelfs terrein te verliezen. Hij werd zelfs even ingehaald door Werner Giger (Yamaha). Toen leek het vermogen van de viercilinder MV Agusta weer terug te komen, maar Kneubühler was eigenlijk onbereikbaar geworden. Dat veranderde toen die door een gat in de uitlaat toeren en vermogen verloor, waardoor Read toch nog won, vóór Kneubühler en Giger.

### Uitslagen 500cc-klasse
|    | Datum      | Race                     | Circuit           | 1e               | 2e               | 3e                  | Poleposition     | Snelste ronde    |
| -- | ---------- | ------------------------ | ----------------- | ---------------- | ---------------- | ------------------- | ---------------- | ---------------- |
| 1  | 22 april   | GP van Frankrijk         | Paul Ricard       | Jarno Saarinen   | Phil Read        | Hideo Kanaya        | Hideo Kanaya     | Jarno Saarinen   |
| 2  | 6 mei      | GP van Oostenrijk        | Salzburgring      | Jarno Saarinen   | Hideo Kanaya     | Kim Newcombe        | Jarno Saarinen   | Jarno Saarinen   |
| 3  | 13 mei     | GP van Duitsland         | Hockenheim        | Phil Read        | Werner Giger     | Ernst Hiller        | Jarno Saarinen   | Jarno Saarinen   |
| 4  | 20 mei     | GP des Nations           | Monza             | geannuleerd      | geannuleerd      | geannuleerd         | Jarno Saarinen   | –                |
| 5  | 6-8 juni   | Isle of Man TT           | Mountain Course   | Jack Findlay     | Peter Williams   | Charlie Sanby       | Jack Findlay     | Mick Grant       |
| 6  | 17 juni    | GP van Joegoslavië       | Opatija           | Kim Newcombe     | Steve Ellis      | Gianfranco Bonera   | Kim Newcombe     | Kim Newcombe     |
| 7  | 23 juni    | TT van Assen             | Assen             | Phil Read        | Kim Newcombe     | Christian Bourgeois | Phil Read        | Giacomo Agostini |
| 8  | 1 juli     | GP van België            | Spa-Francorchamps | Giacomo Agostini | Phil Read        | Jack Findlay        | Giacomo Agostini | Giacomo Agostini |
| 9  | 15 juli    | GP van Tsjecho-Slowakije | Masaryk-Ring      | Giacomo Agostini | Phil Read        | Bruno Kneubühler    | Phil Read        | Giacomo Agostini |
| 10 | 21-22 juli | GP van Zweden            | Anderstorp        | Phil Read        | Giacomo Agostini | Kim Newcombe        | Phil Read        | Giacomo Agostini |
| 11 | 29 juli    | GP van Finland           | Imatra            | Giacomo Agostini | Phil Read        | Bruno Kneubühler    | Giacomo Agostini | Giacomo Agostini |
| 12 | 22-23 sept | GP van Spanje            | Jarama            | Phil Read        | Bruno Kneubühler | Werner Giger        | Phil Read        | Phil Read        |

### Eindstand 500cc-klasse
| Pos. | Coureur             | Motorfiets     | Ptn.     |
| ---- | ------------------- | -------------- | -------- |
| 1    | Phil Read           | MV Agusta      | 84 (108) |
| 2    | Kim Newcombe (†)    | König          | 63 (69)  |
| 3    | Giacomo Agostini    | MV Agusta      | 57       |
| 4    | Werner Giger        | Yamaha         | 44 (48)  |
| 5    | Jack Findlay        | Suzuki         | 38       |
| 6    | Bruno Kneubühler    | Yamaha         | 34       |
| 7    | Jarno Saarinen (†)  | Yamaha         | 30       |
| 8    | Hideo Kanaya        | Yamaha         | 22       |
| 9    | Alex George         | Yamaha         | 19       |
| 10   | Billie Nelson       | Yamaha         | 19 (20)  |
| 11   | Christian Bourgeois | Sonauto-Yamaha | 17       |
| 12   | Eric Offenstadt     | SMAC-Kawasaki  | 17       |
| 13   | Reinhard Hiller     | König          | 14       |
| 14   | Guido Mandracci     | Suzuki         | 13       |
| 15   | Peter Williams      | Matchless      | 12       |
|      | Steve Ellis         | Yamaha         | 12       |
| 17   | Bosse Granath       | Husqvarna      | 12       |
| 18   | Paul Eickelberg     | König          | 11       |
| 19   | Ernst Hiller        | König          | 10       |
|      | Charlie Sanby       | Suzuki         | 10       |
|      | Gianfranco Bonera   | Suzuki         | 10       |
| 22   | Seppo Kangasniemi   | Yamaha         | 10       |
| 23   | Georg Pohlmann      | Yamaha         | 9        |
|      | Børge Nielsen       | Yamaha         | 9        |
| 25   | Christian Léon      | Kawasaki       | 8        |
|      | Wil Hartog          | Yamaha         | 8        |
|      | Chas Mortimer       | Yamaha         | 8        |

| Pos. | Coureur              | Motorfiets      | Ptn. |
| ---- | -------------------- | --------------- | ---- |
| 28   | Marcel Ankoné        | Yamsel          | 8    |
| 29   | Roberto Gallina      | Paton           | 6    |
|      | Roger Nicholls       | Suzuki          | 6    |
|      | Michel Rougerie      | Harley-Davidson | 6    |
| 32   | David Hughes         | Matchless       | 5    |
|      | Bohumil Staša        | Yamaha          | 5    |
| 34   | Peter Stocksiefen    | Suzuki          | 4    |
|      | Dudley Robinson      | Suzuki          | 4    |
|      | Gyula Marsovszky     | Yamaha          | 4    |
|      | Derek Chatterton     | Yamaha          | 4    |
|      | Mario Lega           | Yamaha          | 4    |
| 39   | Sven-Olof Gunnarsson | Kawasaki        | 4    |
|      | Piet van der Wal     | Yamaha          | 4    |
| 41   | Jean-François Baldé  | Kawasaki        | 3    |
|      | Udo Kochanski        | König           | 3    |
|      | John Taylor          | Suzuki          | 3    |
|      | Derek Lee            | Suzuki          | 3    |
|      | Kurt-Ivan Carlsson   | HM              | 3    |
| 46   | Selwyn Griffiths     | Matchless       | 2    |
|      | Ted Jansen           | König           | 2    |
|      | Lothar John          | Suzuki          | 2    |
|      | Jean-Paul Boinet     | Kawasaki        | 2    |
| 50   | Alois Maxwald        | Rotax           | 1    |
|      | Graham Bailey        | Kawasaki        | 1    |
|      | Jérôme van Haeltert  | Suzuki          | 1    |
|      | Bosse Brolin         | Suzuki          | 1    |

(Punten tussen haakjes zijn inclusief streepresultaten)

### Constructeurstitel 500cc-klasse
| Pos. | Constructeur    | Ptn.     |
| ---- | --------------- | -------- |
| 1    | MV Agusta       | 90 (117) |
| 2    | Yamaha          | 76 (115) |
| 3    | König           | 65 (73)  |
| 4    | Suzuki          | 55 (65)  |
| 5    | Kawasaki        | 26 (28)  |
| 6    | Matchless       | 12       |
| 7    | Husqvarna       | 12       |
| 8    | Seeley (Yamsel) | 8        |
| 9    | Paton           | 6        |
|      | Harley-Davidson | 6        |
| 11   | HM              | 3        |
| 12   | Rotax           | 1        |

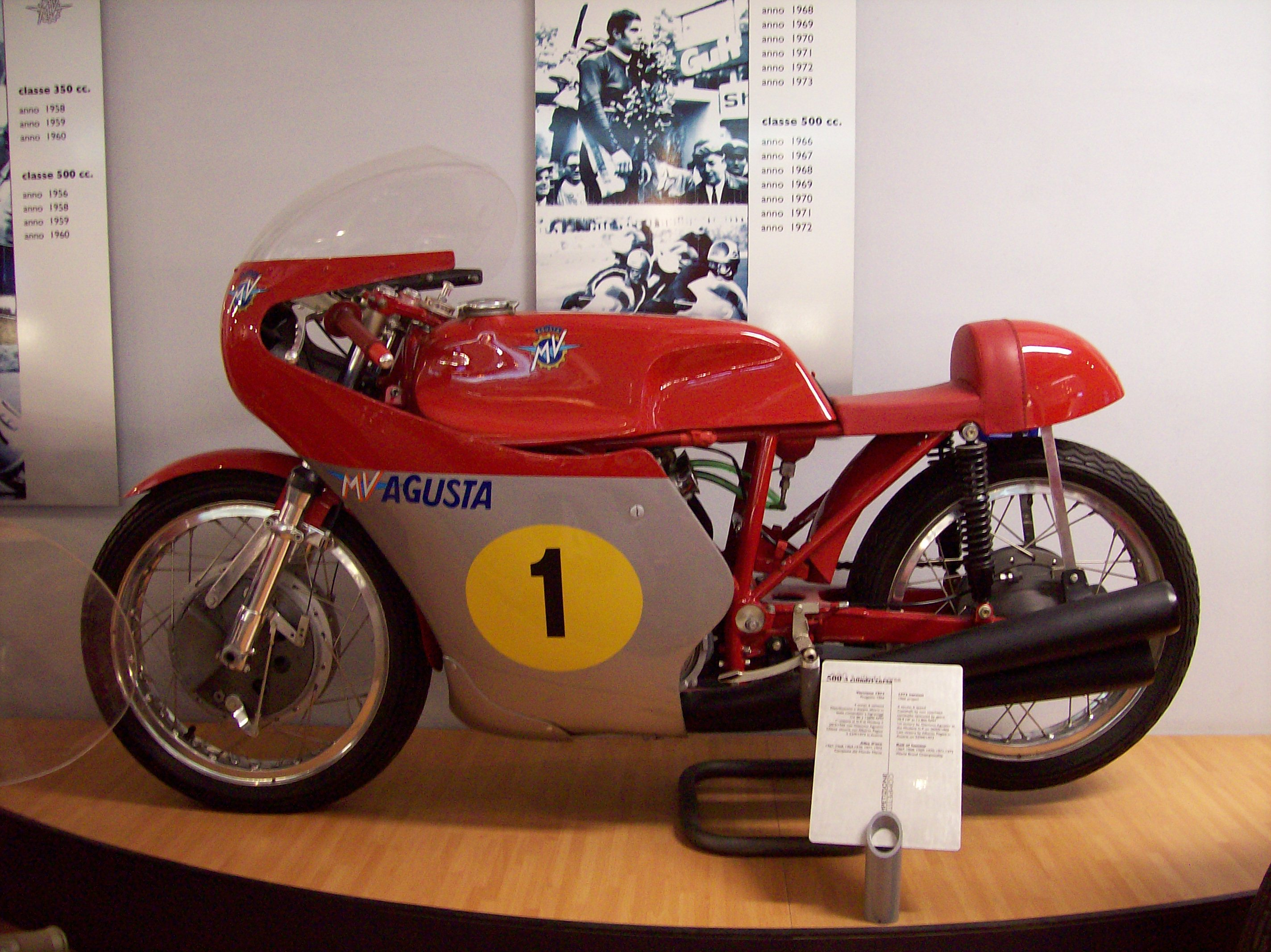
MV Agusta had in 1973 al nieuwe 430cc-viercilinders, maar greep liever terug op deze betrouwbare driecilinder

(Punten tussen haakjes zijn inclusief streepresultaten)

## 350cc-klasse
Zonder fabrieksdeelname van Yamaha had de 350cc-klasse een makkelijke prooi voor MV Agusta kunnen worden, maar door de matige betrouwbaarheid van de machines kon Teuvo Länsivuori met zijn Yamaha OW 16 tot in de voorlaatste Grand Prix (Finland) tegenstand bieden. Het was wel duidelijk dat Phil Read in dienst van Agostini moest rijden. Dat kostte hem zijn tweede plaats in het kampioenschap, die naar Länsivuori ging.
Frankrijk, Paul Ricard
Saarinen en Kanaya reden in de 250- en de 500cc-klassen, maar Teuvo Länsivuori trainde met zijn Arwidson-Yamaha OW 16 in Frankrijk slechts een halve seconde langzamer dan Giacomo Agostini met de MV Agusta 350 4C. Agostini leidde de race echter van start tot finish, ook al omdat Länsivuori met een slecht lopende motor, die niet wilde aanslaan, van start ging. Dat gold ook voor Pasolini (Harley-Davidson), die een inhaalrace begon maar viel. Hij bleek een stuk loopvlak van zijn achterband te missen. Phil Read (MV Agusta) werd tweede en Länsivuori wist toch nog derde te worden, na een geweldige race. Na de eerste ronde was hij als veertiende doorgekomen, maar hij had aan de finish slechts 10 seconden achterstand op Phil Read. 
Oostenrijk, Salzburgring
Hoewel het in Oostenrijk in de training zonnig was geweest, was de racedag nat. Phil Read werd daar het eerste slachtoffer van, niet omdat hij viel, maar omdat hij afstapte vanwege een beslaand vizier. Agostini bouwde een ruime voorsprong op ten opzichte van János Drapál, die wel iets inliep, maar Ago niet kon bedreigen. In de voorlaatste ronde viel de MV Agusta echter stil door een natte ontsteking, waardoor Drapál toch nog won. Walter Villa (Yamaha) werd tweede en Teuvo Länsivuori werd derde.
Duitsland, Hockenheim
In Duitsland ontbrak het fabrieksteam van Harley-Davidson, dat hard werkte om de watergekoelde machines klaar te krijgen. Dat gaf hoop voor MV Agusta, dat nu misschien eindelijk weer wat punten kon pakken, maar in de trainingen reed privérijder John Dodds (Yamaha TZ 350) het snelste. Het werd echter weer een drama voor MV Agusta. Agostini ging aan de leiding, terwijl Read op de hielen gezeten werd door Länsivuori. In de vijfde ronde viel Read echter uit en in de elfde ronde gebeurde hetzelfde met Agostini. Kent Andersson lag nu tweede achter Länsivuori, maar verspeelde die positie door een tankstop te maken terwijl het team hem niet verwachtte. Nu werd Víctor Palomo (Yamaha) tweede en Pentti Korhonen (Yamaha) derde.
Nations GP, Monza
De 350cc-race in Monza was aanvankelijk best spannend. Het team van Harley-Davidson had de GP van Duitsland overgeslagen om aan de nieuwe watergekoelde machines te werken en dat wierp zijn vruchten af: Pasolini trainde minder dan een seconde langzamer dan Agostini. Aanvankelijk werd de race geleid door Agostini en Read, gevolgd door Walter Villa met de Benelli 350 4C, Länsivuori en Pasolini. Uiteindelijk kwamen Agostini en Read een beetje los van hun achtervolgers, maar plotseling kwam Read met een slecht lopende motor de pit in en Länsivuori en Villa kropen weer naar het achterwiel van Agostini. Pasolini was vierde maar kwam ook steeds dichterbij en hij haalde de hele kopgroep zelfs in. Daarna liep hij iets uit, maar hij viel en schoof een zandbak in. De baancommissarissen wilden hem beletten verder te gaan, maar dat mislukte. De machine had echter te veel schade opgelopen en Pasolini moest opgeven. Agostini wist zich los te rijden van Länsivuori en won. Kent Andersson werd derde met één seconde voorsprong op John Dodds. 
Isle of Man Junior TT, Snaefell Mountain Course
Tony Rutter had in 1973 nog geen enkele GP-start gekregen, maar door het wegblijven van alle toprijders kon hij de Junior TT winnen. Toch was zijn gemiddelde snelheid zeer hoog, 164,1 km/h. Dat was maar 0,1 km/h langzamer dan Agostini in 1972 had gereden. Ken Huggett werd tweede en John Williams werd derde. De eerste 21 finishers reden met een Yamaha.
Joegoslavië, Opatija
Zonder Read, Agostini en Länsivuori, die van hun teams een rijverbod in Joegoslavië hadden gekregen, kon János Drapál meteen de leiding in de race nemen. Hij moest het gevecht aangaan met Kent Andersson en kort achter hen reden Dieter Braun, John Dodds en Edu Celso-Santos. Braun en Dodds wisten Andersson te passeren, maar toen was Drapál al niet meer te bereiken, waardoor ze tweede en derde werden.
Nederland, Assen
De 350cc-race in Assen leverde een geweldig gevecht op tussen Agostini, Read en Länsivuori, tot die laatste problemen met zijn versnellingsbak kreeg en moest afhaken. Agostini won met 0,1 seconde voorsprong op Read en Länsivuori werd toch nog derde. 
Tsjecho-Slowakije, Brno
Länsivuori won de 350cc-GP van Tsjecho-Slowakije met een ruime voorsprong op Agostini en Read. 
Zweden, Anderstorp
Ook in Zweden won Länsivuori, terwijl Agostini tweede werd en Phil Read derde.
Finland, Imatra
In het Finse Imatra trad Agostini weer eens met de viercilinder aan. Teuvo Länsivuori moest deze race winnen om nog kans op de wereldtitel te hebben, maar hij werd vakkundig op de derde plaats gehouden door Phil Read, die zo Agostini de mogelijkheid gaf op kop te blijven. Uiteindelijk viel Länsivuori in de 9e ronde en zo kon Agostini de eerste plaats én de 350cc-wereldtitel grijpen. Read werd in de race tweede en John Dodds finishte als derde.
Spanje, Jarama
Bij afwezigheid van Teuvo Länsivuori (pols opnieuw gebroken) en Giacomo Agostini (geopereerd na een val) nam de Zwitser Werner Pfirter de leiding in de 350cc-race in Spanje, gevolgd door Billie Nelson. Nelson nam na twee ronden de leiding maar werd op zijn beurt weer ingehaald door John Dodds. Pfirter begon vermogen te verliezen en moest zijn derde plaats afstaan aan Edu Celso-Santos. Dodds viel uit door een gebroken schakelpedaal en tegen het einde van de race drong Celso-Santos door tot aan het achterwiel van Nelson. Nelson kreeg problemen door een vastlopende voorrem en Santos won de race. De rem van Nelson zat zó vast, dat de machine na de race niet meer rijdend verplaatst kon worden. Patrick Pons (Yamaha) werd derde.

### Uitslagen 350cc-klasse
|    | Datum      | Race                     | Circuit         | 1e                   | 2e               | 3e               | Poleposition     | Snelste ronde    |
| -- | ---------- | ------------------------ | --------------- | -------------------- | ---------------- | ---------------- | ---------------- | ---------------- |
| 1  | 22 april   | GP van Frankrijk         | Paul Ricard     | Giacomo Agostini     | Phil Read        | Teuvo Länsivuori | Giacomo Agostini | Giacomo Agostini |
| 2  | 6 mei      | GP van Oostenrijk        | Salzburgring    | János Drapál         | Walter Villa     | Teuvo Länsivuori | Giacomo Agostini | Giacomo Agostini |
| 3  | 13 mei     | GP van Duitsland         | Hockenheim      | Teuvo Länsivuori     | Víctor Palomo    | Pentti Korhonen  | John Dodds       | Giacomo Agostini |
| 4  | 20 mei     | GP des Nations           | Monza           | Giacomo Agostini     | Teuvo Länsivuori | Kent Andersson   | Giacomo Agostini | Renzo Pasolini   |
| 5  | 6-8 juni   | Isle of Man TT           | Mountain Course | Tony Rutter          | Ken Huggett      | John Williams    | John Williams    | Tony Rutter      |
| 6  | 17 juni    | GP van Joegoslavië       | Opatija         | János Drapál         | Dieter Braun     | John Dodds       | Dieter Braun     | Dieter Braun     |
| 7  | 23 juni    | TT van Assen             | Assen           | Giacomo Agostini     | Phil Read        | Teuvo Länsivuori | Giacomo Agostini | Teuvo Länsivuori |
| 8  | 15 juli    | GP van Tsjecho-Slowakije | Masaryk-Ring    | Teuvo Länsivuori     | Giacomo Agostini | Phil Read        | Teuvo Länsivuori | Teuvo Länsivuori |
| 9  | 21-22 juli | GP van Zweden            | Anderstorp      | Teuvo Länsivuori     | Giacomo Agostini | Phil Read        | Teuvo Länsivuori | Teuvo Länsivuori |
| 10 | 29 juli    | GP van Finland           | Imatra          | Giacomo Agostini     | Phil Read        | John Dodds       | Teuvo Länsivuori | John Dodds       |
| 11 | 22-23 sept | GP van Spanje            | Jarama          | Eduardo Celso-Santos | Billie Nelson    | Patrick Pons     | John Dodds       | John Dodds       |

### Eindstand 350cc-klasse
| Pos. | Coureur              | Motorfiets       | Ptn.    |
| ---- | -------------------- | ---------------- | ------- |
| 1    | Giacomo Agostini     | MV Agusta        | 84      |
| 2    | Teuvo Länsivuori     | Arwidson-Yamaha  | 77 (87) |
| 3    | Phil Read            | MV Agusta        | 56      |
| 4    | John Dodds           | Yamaha           | 49      |
| 5    | Billie Nelson        | Yamaha           | 38      |
| 6    | Kent Andersson       | Yamaha           | 38      |
| 7    | Eduardo Celso-Santos | Yamaha           | 33      |
| 8    | Dieter Braun         | Mitsui-Yamaha    | 33      |
| 9    | János Drapál         | Yamaha           | 30      |
| 10   | Pentti Korhonen      | Yamaha           | 25      |
| 11   | Walter Villa         | Yamaha / Benelli | 23      |
| 12   | Werner Pfirter (†)   | Yamaha           | 17      |
| 13   | Patrick Pons         | Yamaha           | 16      |
| 14   | Tony Rutter          | Yamaha           | 15      |
| 15   | Kurt-Ivan Carlsson   | Yamaha           | 13      |
| 16   | Víctor Palomo        | Yamaha           | 12      |
|      | Ken Huggett          | Yamaha           | 12      |
| 18   | Gyula Marsovszky     | Yamaha           | 12      |
| 19   | Marcel Ankoné        | Yamsel           | 11      |
| 20   | John Williams        | Yamaha           | 10      |
| 21   | Alex George          | Yamaha           | 10      |
| 22   | Mick Grant           | Yamaha           | 9       |

| Pos. | Coureur            | Motorfiets               | Ptn. |
| ---- | ------------------ | ------------------------ | ---- |
| 23   | Barry Randle       | Yamaha                   | 8    |
|      | Gianfranco Bonera  | Harley-Davidson          | 8    |
| 25   | Helmut Kassner     | Yamaha                   | 8    |
| 26   | Olivier Chevallier | Yamaha                   | 7    |
| 27   | Bosse Granath      | Yamaha                   | 6    |
|      | Phil Carpenter     | Yamaha                   | 6    |
| 29   | Ingemar Larsson    | Yamaha                   | 6    |
| 30   | János Reisz        | Yamaha                   | 6    |
| 31   | Derek Chatterton   | Yamaha                   | 5    |
|      | Philippe Coulon    | Yamaha                   | 5    |
| 33   | Bruno Kneubühler   | Harley-Davidson / Yamaha | 5    |
| 34   | Walter Kaletsch    | Yamaha                   | 4    |
|      | Michel Rougerie    | Harley-Davidson          | 4    |
| 36   | Mario Lega         | Yamaha                   | 3    |
| 37   | Franz Weidacher    | Yamaha                   | 2    |
|      | Tom Dickie         | Yamaha                   | 2    |
|      | Silvio Grassetti   | MZ                       | 2    |
|      | Hannu Kuparinen    | Yamaha                   | 2    |
| 41   | Harry Konschock    | Yamaha                   | 1    |
|      | Paul Cott          | Yamsel                   | 1    |
|      | Pekka Nurmi        | Yamaha                   | 1    |
|      | Børge Nielsen      | Yamaha                   | 1    |

(Punten tussen haakjes zijn inclusief streepresultaten)

### Constructeurstitel 350cc-klasse
| Hideo Kanaya (Yamaha) startte in Monza als snelste, achtervolgd door de rest. Toen 1 minuut en 50 seconden verstreken waren zouden de eerste coureurs weer uit de Parabolica-bocht het rechte stuk op moeten rijden, maar het bleef stil. Toen de eerste rijders richting de pit gingen, reden ze maar langzaam. Sommigen kwamen zelfs tegen de rijrichting terugrijden vanaf de Curva Grande. Mick Grant stopte huilend bij zijn pitbox, sommigen kwamen lopend terug. In de eerste bocht had een valpartij plaatsgevonden, die het leven kostte aan Renzo Pasolini en Jarno Saarinen. Omdat het hele veld nog bij elkaar lag ontstond een enorme carambolage, waarbij twaalf coureurs betrokken waren. Pasolini en Saarinen stierven aan hoofdletsel, maar hadden ook nog andere verwondingen. Onmiddellijk na het ongeval ontstond een strijd tussen organisatoren, pers en deelnemers over de oorzaak van het ongeval. De belangen waren enorm: De Isle of Man TT was dit jaar geboycot door de toprijders na de dood van Gilberto Parlotti in de TT van 1972 en de veiligheid van de circuits stond overal ter discussie. Dat werd nog versterkt toen weken later in de Curva Grande drie doden vielen tijdens het Italiaanse 50-juniorenkampioenschap. Getuigen waren er buiten de deelnemers niet: de baancommissarissen hadden het niet zien gebeuren en de Curva Grande was niet bereikbaar voor het publiek. In de Curva Grande moet Dieter Braun (Mitsui-Yamaha) op de eerste plaats hebben gelegen. Chas Mortimer herinnerde zich nog iets van het gebeurde. Volgens hem gleed Saarinen weg en kaatste zijn Yamaha via de vangrail terug de baan op. Kanaya raakte de Yamaha en ging over de kop. Mortimer viel zelf ook en Pasolini werd geraakt door de Yamaha van Mortimer. Een andere versie, waarbij slechts gesproken werd van "getuigen", meldt dat Pasolini probeerde Dieter Braun buitenom te passeren, weggleed en Braun in zijn val meenam, waarna een groot aantal rijders, waaronder Saarinen, op de rijders en hun machines in gereden waren. Weer een andere versie: Walter Villa had in de 350cc-race met zijn lekkende Benelli een oliespoor langs de hele baan gelegd. Dat was overal opgeruimd, behalve in de Curva Grande. In de 250cc-race viel Villa over zijn eigen oliespoor en leidde daardoor een massaval in. Er was sprake van een oliespoor op de baan, maar dat was na de valpartij van twaalf motorfietsen niet meer te controleren. Toch was dat oliespoor er vrijwel zeker, want in de pauze tussen de 350- en de 250cc-race hadden zelfs journalisten er bij de organisatie op aangedrongen de baan beter schoon te maken. Coureur John Dodds had dat ook gedaan, maar werd zelfs door de organisatoren bedreigd met uitsluiting van de 250cc-race. Een Franse journalist werd door de politie weggestuurd toen hij er bij de baancommissarissen op bleef aandringen de "olievlag" te blijven zwaaien in de Curva Grande. Daar kwam nog bij dat ook coureurs beseften dat de Curva Grande, waar ze ongeveer 200 km/h reden, gevaarlijk was. Er stonden vangrails voor de autoraces, maar motorfietsen konden hierdoor terugkaatsen op de baan, ondanks de strobalen die ervoor geplaatst waren. Saarinen had zijn zorgen hierover al kenbaar gemaakt, net als over de slechte reparatiestukken ter plaatse, waardoor het asfalt niet vlak was. Bovendien was er ander asfalt dan het originele gebruikt. Het was dan ook logisch dat de meeste coureurs die iets van de valpartij hadden gezien ervan uitgingen dat de olie op de baan de oorzaak was. Organisatoren, inclusief de overkoepelende FIM, trokken zich in die dagen nog niets aan van de coureurs. Behalve de echte toprijders waren ze ook afhankelijk van de organisatoren, die start- en prijzengelden bepaalden en ook beslisten of de privérijders van het Continental Circus werden uitgenodigd. Tijdens het onderzoek naar het ongeluk speelden de belangen van de betrokkenen een grote rol. Zowel de organisatoren als de fabrikanten hadden er belang bij de schuld bij een ander te leggen. De organisatoren, die al bekritiseerd waren over het gebrekkige circuit, kwam al snel met de verklaring dat de Yamaha van Saarinen én de Harley-Davidson allebei vastgelopen waren. Hoewel er nog even sprake van was dat de monteurs van Yamaha en Aermacchi (Harley-Davidson) elkaars motorblokken zouden onderzoeken, gebeurde dat niet. De Yamaha werd onder toezicht van de onderzoekscommissie (onder leiding van Sandro Colombo) geopend door de monteurs Ferry Brouwer en Masayasu Mizoguchi en daarbij werden geen sporen van een vastloper gevonden. De zuigers konden vrij bewegen en waren niet beschadigd. De Harley werd ook geopend, maar hierbij was de onderzoekscommissie niet aanwezig. Het rapport van de onderzoekscommissie bleef lang onbekend maar in oktober 1973 verscheen het. Volgens de commissie was het ongeluk begonnen met een val van Pasolini, doordat zijn Harley-Davidson een vastloper had. |

| Pos. | Constructeur    | Ptn.      |
| ---- | --------------- | --------- |
| 1    | Yamaha          | 105 (147) |
| 2    | MV Agusta       | 84 (96)   |
| 3    | Seeley (Yamsel) | 14        |
| 4    | Harley-Davidson | 12        |
| 5    | Benelli         | 6         |
| 6    | MZ              | 2         |

(Punten tussen haakjes zijn inclusief streepresultaten)

## 250cc-klasse
Het overlijden van Jarno Saarinen in Monza was aanleiding voor Yamaha om het fabrieksteam terug te trekken, maar tot dat moment waren Saarinen en Hideo Kanaya soeverein gebleken. Teuvo Länsivuori kreeg toch nog steun van de fabriek, maar kon niet op tegen Dieter Braun, die een luchtgekoelde Yamaha TZ 250 zelf tot waterkoeling had omgebouwd.
Frankrijk, Paul Ricard
Het was tijdens de trainingen van de openingsrace op het nieuwe Circuit Paul Ricard al duidelijk dat de Yamaha TZ 250, zeker met Jarno Saarinen aan boord, niet te verslaan was. Zelfs Renzo Pasolini met de luchtgekoelde Harley-Davidson kon niet bij hem in de buurt komen. Dat bleek in de race ook zo te zijn. Pasolini kon zelfs Saarinen's teamgenoot Hideo Kanaya niet bijhouden en moest zich tevreden stellen met de derde plaats. Voor het Franse publiek was het leuk dat hun landgenoot Michel Rougerie met de andere Harley-Davidson vierde werd. Börje Jansson kreeg de Yamaha van de Belg Oronzo Memola, die in de training gevallen was. Hij moest vanaf de 37e plaats starten maar werd toch nog twaalfde. 
Oostenrijk, Salzburgring
In Oostenrijk ging Kanaya even aan de leiding, maar toen Saarinen hem eenmaal gepasseerd was reed die onbedreigd naar de overwinning. Kanaya werd ruim vóór Chas Mortimer (Yamaha) tweede. Länsivuori reed een sterke race. Hij was heel slecht gestart maar wist zich naar de vierde plaats op te werken.
Duitsland, Hockenheim
In Duitsland gingen de drie snelste Yamaha-rijders Kanaya, Saarinen en Länsivuori lange tijd samen aan de leiding, maar tegen het einde lieten de fabriekscoureurs toch zien wie de sterkste was. Saarinen won met 22 seconden voorsprong op Kanaya, die weer 10 seconden voor Länsivuori finishte. 
Nations GP, Monza
De 250cc-race in Monza werd na de eerste ronde afgebroken na het ongeluk in de eerste bocht waarbij Jarno Saarinen en Renzo Pasolini het leven verloren en een aantal andere coureurs gewond raakten.
Isle of Man Lightweight 250 cc TT, Snaefell Mountain Course
Door de boycot van de toprijders was de Lightweight 250 cc TT een nationaal evenement geworden, gewonnen door Charlie Williams, vóór John Williams en Bill Rae, allemaal met een Yamaha.
Joegoslavië, Opatija
In Joegoslavië startte Dieter Braun met de Mitsui-Yamaha zo snel, dat hij door niemand meer achterhaald kon worden. De andere rijders leverden ook flinke gevechten. Om de tweede plaats streden Silvio Grassetti (MZ), Mario Lega (Yamaha) en Roberto Gallina (Yamaha). Die strijd werd gewonnen door Grassetti, terwijl Gallina derde werd. 
Nederland, Assen
Doordat Teuvo Länsivuori in Assen al in de eerste ronde door een val werd uitgeschakeld, kon Dieter Braun onbedreigd naar de overwinning rijden. Ook tweede man Michel Rougerie met de Harley-Davidson hoefde geen strijd te leveren. John Dodds werd derde.
België, Spa-Francorchamps
Teuvo Länsivuori leidde in Francorchamps van start tot finish en was onhoudbaar voor de concurrentie. Achter hem werd flink gevochten om de tweede plaats, die uiteindelijk voor John Dodds was. Hij finishte enkele seconden voor de Belg Oronzo Memola, die lang in gevecht was geweest met Paolo Pileri (Yamaha). Pileri diende een protest in tegen Memola, die al vaker met een 350cc-motor in de 250cc-klasse betrapt was. Memola weigerde zijn machine te laten inspecteren en werd gediskwalificeerd, waardoor Pileri automatisch de derde plaats kreeg. 
Tsjecho-Slowakije, Brno
Dieter Braun wist de 250cc-race in Tsjecho-Slowakije te winnen, heftig aangemoedigd door veel Oost-Duitsers die dat in eigen land niet meer konden doen. Michel Rougerie werd tweede en Teuvo Länsivuori slechts derde. Daardoor verloor Länsivuori zijn leidende positie in het WK aan Braun. Rougerie gebruikte inmiddels ook de watergekoelde versie van de Harley-Davidson, die erg snel bleek te zijn en steeds betrouwbaarder werd. 
Zweden, Anderstorp
In Zweden had Länsivuori weliswaar de snelste trainingstijd, maar in de race viel hij door olielekkage uit, waardoor Dieter Braun zijn vierde overwinning behaalde, voor Roberto Gallina en Edu Celso-Santos (Yamaha). Na de race diende de Fin Matti Salonen een protest in tegen de machine van Braun, maar het was duidelijk dat hij dat in opdracht van importeur Arwidson deed. Hij moest de zondebok zijn in plaats van Länsivuori, want Salonen speelde noch in de race noch in het wereldkampioenschap een rol van betekenis. De machine bleek bij het nameten van de cilinderinhoud in orde te zijn.
Finland, Imatra
In Finland was Länsivuori de snelste, maar Dieter Braun deed het dan ook duidelijk rustig aan, wetende dat een tweede plaats voldoende zou zijn voor de wereldtitel. John Dodds werd derde. Ook in Finland startte Oronzo Memola weer met een 350cc-machine in de 250cc-klasse. Om ontdekking tegen te gaan stopte hij na vier ronden, maar een aantal coureurs was het intussen zat en diende opnieuw een protest in, waarop Memola opnieuw weigerde zijn machine te laten onderzoeken.
Spanje, Jarama
Nu "Oversized Oronzo" Memola door de Belgische Motorrijdersbond geschorst was kon hij in Spanje niet aan de start komen. Dat kon Teuvo Länsivuori ook niet omdat hij tijdens de trainingen zijn herstellende pols opnieuw gebroken had. Er reden wel twee ongebruikelijke deelnemers mee: Jos Schurgers, die meer als training voor de 125cc-race deelnam, en Ángel Nieto, die met een 250cc-Derbi door een defecte koppeling uitviel. Bruno Kneubühler had een snelle trainingstijd gereden, maar hij startte zoals gebruikelijk slecht, waardoor de strijd aan de kop aanvankelijk tussen Chas Mortimer, John Dodds, Ingemar Larsson en Nieto ging. Kneubühler kwam sterk naar voren en pakte de tweede plaats, maar toen was John Dodds al te ver weg. Die won de race, maar Kneubühler kreeg een weekend vol tweede plaatsen: 500 cc, 50 cc en 250 cc. Chas Mortimer werd in de 250cc-race derde. 

### Uitslagen 250cc-klasse
|    | Datum      | Race                     | Circuit           | 1e               | 2e               | 3e                   | Poleposition     | Snelste ronde    |
| -- | ---------- | ------------------------ | ----------------- | ---------------- | ---------------- | -------------------- | ---------------- | ---------------- |
| 1  | 22 april   | GP van Frankrijk         | Paul Ricard       | Jarno Saarinen   | Hideo Kanaya     | Renzo Pasolini       | Jarno Saarinen   | Jarno Saarinen   |
| 2  | 6 mei      | GP van Oostenrijk        | Salzburgring      | Jarno Saarinen   | Hideo Kanaya     | Chas Mortimer        | Jarno Saarinen   | Hideo Kanaya     |
| 3  | 13 mei     | GP van Duitsland         | Hockenheim        | Jarno Saarinen   | Hideo Kanaya     | Teuvo Länsivuori     | Jarno Saarinen   | Jarno Saarinen   |
| 4  | 20 mei     | GP des Nations           | Monza             | afgebroken       | afgebroken       | afgebroken           | Jarno Saarinen   | –                |
| 5  | 6-8 juni   | Isle of Man TT           | Mountain Course   | Charlie Williams | John Williams    | Bill Rae             | Charlie Williams | Charlie Williams |
| 6  | 17 juni    | GP van Joegoslavië       | Opatija           | Dieter Braun     | Silvio Grassetti | Roberto Gallina      | Dieter Braun     | Dieter Braun     |
| 7  | 23 juni    | TT van Assen             | Assen             | Dieter Braun     | Michel Rougerie  | John Dodds           | Teuvo Länsivuori | Dieter Braun     |
| 8  | 1 juli     | GP van België            | Spa-Francorchamps | Teuvo Länsivuori | John Dodds       | Paolo Pileri         | Teuvo Länsivuori | Teuvo Länsivuori |
| 9  | 15 juli    | GP van Tsjecho-Slowakije | Masaryk-Ring      | Dieter Braun     | Michel Rougerie  | Teuvo Länsivuori     | Dieter Braun     | Michel Rougerie  |
| 10 | 21-22 juli | GP van Zweden            | Anderstorp        | Dieter Braun     | Roberto Gallina  | Eduardo Celso-Santos | Roberto Gallina  | Teuvo Länsivuori |
| 11 | 29 juli    | GP van Finland           | Imatra            | Teuvo Länsivuori | Dieter Braun     | John Dodds           | Teuvo Länsivuori | Teuvo Länsivuori |
| 12 | 22-23 sept | GP van Spanje            | Jarama            | John Dodds       | Bruno Kneubühler | Chas Mortimer        | John Dodds       | John Dodds       |

### Eindstand 250cc-klasse
| Pos. | Coureur              | Motorfiets      | Ptn.    |
| ---- | -------------------- | --------------- | ------- |
| 1    | Dieter Braun         | Mitsui-Yamaha   | 80      |
| 2    | Teuvo Länsivuori     | Arwidson-Yamaha | 64      |
| 3    | John Dodds           | Yamaha          | 58 (62) |
| 4    | Jarno Saarinen (†)   | Yamaha          | 45      |
| 5    | Michel Rougerie      | Harley-Davidson | 45      |
| 6    | Chas Mortimer        | Yamaha          | 40 (41) |
| 7    | Hideo Kanaya         | Yamaha          | 36      |
| 8    | Roberto Gallina      | Yamaha          | 32      |
| 9    | Bruno Kneubühler     | Yamaha          | 28      |
| 10   | Silvio Grassetti     | MZ              | 21      |
| 11   | Patrick Pons         | Yamaha          | 21      |
| 12   | Eduardo Celso-Santos | Yamaha          | 20      |
| 13   | Werner Pfirter (†)   | Yamaha          | 20      |
| 14   | Paolo Pileri         | Yamaha          | 18      |
| 15   | Christian Bourgeois  | Sonauto-Yamaha  | 16      |
| 16   | Charlie Williams     | Yamaha          | 15      |
| 17   | John Williams        | Yamaha          | 12      |
| 18   | Börje Jansson        | Yamaha          | 12      |
| 19   | Renzo Pasolini (†)   | Harley-Davidson | 10      |
| 20   | Bill Rae             | Yamaha          | 10      |
| 21   | Matti Salonen        | Yamaha          | 10      |
| 22   | Mick Grant           | Yamaha          | 9       |
|      | Mario Lega           | Yamaha          | 9       |
| 24   | Derek Chatterton     | Yamaha          | 8       |

| Pos. | Coureur                | Motorfiets | Ptn. |
| ---- | ---------------------- | ---------- | ---- |
| 25   | Leif Gustafsson        | Yamaha     | 8    |
| 26   | Walter Villa           | Yamaha     | 8    |
| 27   | Werner Giger           | Yamaha     | 7    |
| 28   | Alex George            | Yamaha     | 6    |
| 29   | Hans Hallberg          | Yamaha     | 6    |
| 30   | Tony Rutter            | Yamaha     | 5    |
| 31   | Pentti Korhonen        | Yamaha     | 4    |
|      | Phil Carpenter         | Yamaha     | 4    |
|      | Hans Müller            | Yamaha     | 4    |
| 34   | Víctor Palomo          | Yamaha     | 4    |
| 35   | André-Luc Appietto (†) | Yamaha     | 3    |
|      | Helmut Kassner         | Yamaha     | 3    |
|      | Rob Bron               | Yamaha     | 3    |
|      | Ingemar Larsson        | Yamaha     | 3    |
| 39   | Klaus Leonhardt        | Yamaha     | 2    |
|      | Tom Herron             | Yamaha     | 2    |
|      | Bernd Tüngethal        | MZ         | 2    |
|      | Roland Nilsson         | Yamaha     | 2    |
|      | Pentti Salonen         | Yamaha     | 2    |
| 43   | Barry Randle           | Yamaha     | 1    |
|      | Jan Huberts            | Yamaha     | 1    |
|      | Thierry Tchernine      | Yamaha     | 1    |
|      | Nuno Andre             | Yamaha     | 1    |

(Punten tussen haakjes zijn inclusief streepresultaten)

### Constructeurstitel 250cc-klasse
| Pos. | Constructeur    | Ptn.      |
| ---- | --------------- | --------- |
| 1    | Yamaha          | 105 (165) |
| 2    | Harley-Davidson | 47        |
| 3    | MZ              | 23        |

(Punten tussen haakjes zijn inclusief streepresultaten)

## 125cc-klasse
De overstap van Ángel Nieto naar Morbidelli pakte slecht uit. Kent Andersson was in de eerste vier wedstrijden niet te verslaan, maar brak een been tijdens de TT van Assen. Hij had echter geen directe concurrent. Zijn tegenstanders presteerden te wisselvallig om hem ooit te bedreigen. Jos Schurgers had met zijn zelfbouw Bridgestone lang uitzicht op de tweede plaats in het kampioenschap, ondanks veel uitvallers door een slechte versnellingsbak, maar verspeelde die aan het einde van het seizoen aan Chas Mortimer. 
Frankrijk, Paul Ricard
Ángel Nieto had een slecht voorseizoen gedraaid, waarbij vooral de betrouwbaarheid van zijn Morbidelli te wensen over liet. In Frankrijk trainde hij als snelste maar hij moest na de start meteen in de achtervolging op Kent Andersson met de Yamaha OW 15. Börje Jansson (Maico) volgde vlak achter Nieto. Toen Nieto de afstand tot Andersson begon te verkleinen viel hij echter. Jansson en Otello Buscherini (Malanca) werden bij de finish in verwarring gebracht. Ze keken naar de lichten van de nieuwe Marlboro-toren in plaats van naar de finishvlag. Daardoor dachten ze een ronde te vroeg dat de race was afgelopen en dat Buscherini tweede en Jansson derde was geworden. Buscherini stopte en wandelde weg, Jansson werd door zijn monteurs gemaand zijn motor weer aan te duwen en nog een ronde te rijden. Hij kon toch nog tweede worden, maar eer Buscherini door had dat de race nog niet afgelopen was had hij al een ronde achterstand. Nu werd de Franse thuisrijder Thierry Tchernine (Yamaha) derde. 
Oostenrijk, Salzburgring
In Oostenrijk trainde Andersson als snelste en in de race reed hij meteen van iedereen weg om onbedreigd te winnen. Alleen Börje Jansson eindigde in dezelfde ronde, maar met een achterstand van 1½ minuut. Nieto, die klaagde over een slecht lopende motor, werd derde met een ronde achterstand. 
Duitsland, Hockenheim
In Duitsland reed Andersson opnieuw van start tot finish aan de leiding, achtervolgd door Ángel Nieto. Jos Schurgers, met zijn zelfbouw Bridgestone al twee keer uitgevallen, reed in het begin op de derde plaats, maar werd ingehaald door Börje Jansson die een slechte start had gehad. Jansson stootte zelfs door naar de tweede plaats, maar zijn uitlaat brak af waardoor hij terugviel naar de zesde plaats. Schurgers kwam voor het eerst dit seizoen aan de finish en pakte dus meteen een podiumplaats. 
Nations GP, Monza
In Monza ging Andersson er opnieuw meteen vandoor om zonder problemen te winnen. Achter hem was Jos Schurgers ook goed gestart, maar hij werd achtervolgd door Börje Jansson en Ángel Nieto. Het werd een stevig gevecht, waarin Nieto zelfs het ronderecord van Andersson verbeterde, maar Schurgers kwam hij niet voorbij. Jansson viel uit met een gat in zijn zuiger. Nieto schakelde mis en raakte daardoor de slipstream van Schurgers kwijt. Hij kwam er niet meer bij. Uiteindelijk viel ook Nieto uit en werd Eugenio Lazzarini met de nieuwe Piovaticci derde, 35 seconden achter Jos Schurgers. 
Isle of Man Lightweight 125 cc TT, Snaefell Mountain Course
Tommy Robb won de Lightweight 125 cc TT. Dat waren zijn enige punten in het hele seizoen, mogelijk gemaakt door de boycot van de Isle of Man TT door de hele wereldtop. Zo konden ook Jan Kostwinder (tweede) en Neil Tuxworth (derde) punten scoren op het eiland Man. 
Joegoslavië, Opatija
Kent Andersson trainde in Opatija slechts de 20e tijd, maar in de race kon hij goede rondetijden rijden. Chas Mortimer had twee ronden lang de leiding en toen kwam Andersson hem al voorbij. Ángel Nieto, Jos Schurgers en Eugenio Lazzarini vochten een tijdje om de derde plaats, maar Nieto viel uit en Schurgers had zoals vaker problemen met zijn versnellingsbak. Daardoor kon Lazzarini hem passeren. De overwinning ging naar Andersson, Mortimer werd tweede maar Schurgers wist op de finishlijn Lazzarini met minimaal verschil te kloppen. 
Nederland, Assen
In Assen kwam na de eerste ronde Rolf Minhoff met een privé-Maico als eerste door. Kent Andersson moest toen al de pit in om bougies te wisselen. Bij zijn inhaalrace viel hij waarbij hij een been brak en enkele weken uitgeschakeld was. Minhoff werd ingehaald door Buscherini en Nieto, maar Buscherini viel terwijl Nieto met een defecte motor de pit moest opzoeken. Eugenio Lazzarini wist Minhoff ook te passeren en won de race zelfs met 22 seconden voorsprong. De derde plaats was voor Chas Mortimer.
België, Spa-Francorchamps
Jos Schurgers was al bijna het hele seizoen op het podium gefinisht, áls hij tenminste aan de eindstreep kwam. In België was hij als een van de eersten weg en halverwege de eerste ronde had hij al een flinke voorsprong op Ángel Nieto en Chas Mortimer. Pas in de derde van zeven ronden begon Nieto iets in te lopen en in de vijfde ronde kon hij Schurgers even passeren. Aan het einde van die ronde reed Schurgers met een klein verschil op kop maar in de laatste ronde kreeg Nieto kennelijk een probleem, want hij passeerde de eindstreep 25 seconden achter Jos Schurgers. Chas Mortimer werd derde na een gevecht met Lazzarini, dat eindigde toen de Piovaticci van Lazzarini stuk ging. Jos Schurgers werd nu, ondanks een achterstand van 28 punten, toch weer als een kandidaat voor de wereldtitel beschouwd, afhangende van de genezing van Kent Andersson.
Tsjecho-Slowakije, Brno
In Tsjecho-Slowakije was Kent Andersson nog steeds niet genezen, maar Jos Schurgers kon dit voordeel niet ten volle benutten, ook al omdat hij slechts de 11e startplaats had. Otello Buscherini won met zijn Malanca de 125cc-race, na een flink gevecht met Chas Mortimer. Schurgers had zich binnen een ronde naar voren gewerkt en streed om de derde plaats met Eugenio Lazzarini, maar wist tegen het einde van de race van hem weg te lopen en derde te worden. Toen zat echter Rolf Minhoff vlak achter hem. 
Zweden, Anderstorp
Kent Andersson was in Zweden nog steeds niet helemaal fit, maar hij wilde voor eigen publiek rijden. Met een omzwachteld been reed hij zich naar de tweede plaats achter Börje Jansson, terwijl Chas Mortimer na een hevige strijd met Andersson derde werd. Jos Schurgers startte erg slecht, maar wist zich naar de 9e plaats op te werken, waardoor hij toch 2 punten haalde en voorlopig zijn tweede plaats achter Andersson behield. Kent Andersson had aan zijn tweede plaats in de race voldoende om zich wereldkampioen te mogen noemen. 
Finland, Imatra
Anderson kampte naast zijn onwillige enkel ook met een onwillige motor, die al vanaf de TT van Assen minder vermogen leverde. In Finland werd hij in de derde ronde gepasseerd door Otello Buscherini. Die won de race vóór Andersson. Jos Schurgers had nog even op de tweede plaats gereden, maar zakte af naar de vierde positie, achter Börje Jansson.
Spanje, Jarama
De 125cc-Grand Prix van Spanje sloot het raceweekend én het seizoen af en het Spaanse publiek hoopte op een goede prestatie van Ángel Nieto. Zijn seizoen was getekend door uitvallen en valpartijen. Nieto achtervolgde Chas Mortimer tot drie ronden voor het einde, toen hij hem even wist te passeren. Meteen daarna verremde hij zich echter en Mortimer won de race. Nieto werd wel tweede en Börje Jansson werd derde. Jos Schurgers had al voor de race weinig vertrouwen in een goede afloop omdat het circuit hem én zijn Bridgestone niet lag. Hij werd slechts zesde en verspeelde daarmee zijn tweede plaats in het wereldkampioenschap aan Chas Mortimer. 

### Uitslagen 125cc-klasse
|    | Datum      | Race                     | Circuit           | 1e                | 2e             | 3e                | Poleposition     | Snelste ronde     |
| -- | ---------- | ------------------------ | ----------------- | ----------------- | -------------- | ----------------- | ---------------- | ----------------- |
| 1  | 22 april   | GP van Frankrijk         | Paul Ricard       | Kent Andersson    | Börje Jansson  | Thierry Tchernine | Ángel Nieto      | Ángel Nieto       |
| 2  | 6 mei      | GP van Oostenrijk        | Salzburgring      | Kent Andersson    | Börje Jansson  | Ángel Nieto       | Kent Andersson   | Kent Andersson    |
| 3  | 13 mei     | GP van Duitsland         | Hockenheim        | Kent Andersson    | Ángel Nieto    | Jos Schurgers     | Kent Andersson   | Kent Andersson    |
| 4  | 20 mei     | GP des Nations           | Monza             | Kent Andersson    | Jos Schurgers  | Eugenio Lazzarini | Kent Andersson   | Ángel Nieto       |
| 5  | 6-8 juni   | Isle of Man TT           | Mountain Course   | Tommy Robb        | Jan Kostwinder | Neil Tuxworth     | Charlie Williams | Tommy Robb        |
| 6  | 17 juni    | GP van Joegoslavië       | Opatija           | Kent Andersson    | Chas Mortimer  | Jos Schurgers     | Ángel Nieto      | Kent Andersson    |
| 7  | 23 juni    | TT van Assen             | Assen             | Eugenio Lazzarini | Rolf Minhoff   | Chas Mortimer     | Kent Andersson   | Ángel Nieto       |
| 8  | 1 juli     | GP van België            | Spa-Francorchamps | Jos Schurgers     | Ángel Nieto    | Chas Mortimer     | Ángel Nieto      | Ángel Nieto       |
| 9  | 15 juli    | GP van Tsjecho-Slowakije | Masaryk-Ring      | Otello Buscherini | Chas Mortimer  | Jos Schurgers     | Ángel Nieto      | Otello Buscherini |
| 10 | 21-22 juli | GP van Zweden            | Anderstorp        | Börje Jansson     | Kent Andersson | Chas Mortimer     | Börje Jansson    | Börje Jansson     |
| 11 | 29 juli    | GP van Finland           | Imatra            | Otello Buscherini | Kent Andersson | Börje Jansson     | Kent Andersson   | Otello Buscherini |
| 12 | 22-23 sept | GP van Spanje            | Jarama            | Chas Mortimer     | Ángel Nieto    | Börje Jansson     | Ángel Nieto      | Ángel Nieto       |

### Eindstand 125cc-klasse
| Pos. | Coureur            | Motorfiets  | Ptn.    |
| ---- | ------------------ | ----------- | ------- |
| 1    | Kent Andersson     | Yamaha      | 99      |
| 2    | Chas Mortimer      | Yamaha      | 75      |
| 3    | Jos Schurgers      | Bridgestone | 70 (72) |
| 4    | Börje Jansson      | Maico       | 64      |
| 5    | Eugenio Lazzarini  | Piovaticci  | 59 (62) |
| 6    | Otello Buscherini  | Malanca     | 51      |
| 7    | Ángel Nieto        | Morbidelli  | 46      |
| 8    | Rolf Minhoff       | Maico       | 42      |
| 9    | Matti Salonen      | Yamaha      | 32      |
| 10   | Pentti Salonen     | Yamaha      | 26      |
| 11   | Horst Seel         | Maico       | 21      |
| 12   | Thierry Tchernine  | Yamaha      | 17      |
| 13   | Tommy Robb         | Yamaha      | 15      |
| 14   | Gert Bender        | Maico       | 14      |
| 15   | Ryszard Mankiewicz | MZ          | 13      |
| 16   | Jan Kostwinder     | Yamaha      | 12      |
| 17   | Harald Bartol      | Suzuki      | 11      |
| 18   | Neil Tuxworth      | Yamaha      | 10      |
| 19   | Ivan Hodgkinson    | Yamaha      | 8       |
| 20   | Paul Eickelberg    | Maico       | 8       |
| 21   | Luigi Rinaudo      | Yamaha      | 7       |
| 22   | Pier Paolo Bianchi | Yamaha      | 6       |
|      | Alan Jones         | Maico       | 6       |
|      | Staffan Liebst     | Yamaha      | 6       |
|      | Seppo Kangasniemi  | Maico       | 6       |
| 26   | Lindsay Porter     | Honda       | 5       |

| Pos. | Coureur                | Motorfiets | Ptn. |
| ---- | ---------------------- | ---------- | ---- |
| 27   | Gianni Ribuffo         | LGM        | 5    |
| 28   | Clive Horton           | Yamaha     | 4    |
|      | Walter Rungg           | Maico      | 4    |
|      | Hans-Jürgen Hummel     | Yamaha     | 4    |
| 31   | Johann Zemsauer        | Rotax      | 3    |
|      | Lothar Mülbert         | Yamaha     | 3    |
|      | Richard Stevens        | Maico      | 3    |
|      | Jürgen Lenk            | MZ         | 3    |
|      | Ingemar Bengtsson      | Yamaha     | 3    |
| 36   | Henk van Kessel        | Yamaha     | 3    |
|      | Walter Winkler         | Maico      | 2    |
|      | Paolo Pileri           | DRS        | 2    |
|      | Herbert Rittberger     | Yamaha     | 2    |
|      | Bob Ware               | Yamaha     | 2    |
|      | Géza Repitz            | MZ         | 2    |
|      | Piet van den Goorbergh | Yamaha     | 2    |
|      | Aldo Pero              | Yamaha     | 2    |
| 44   | Rudolf Weiss           | Maico      | 2    |
| 45   | Gottlob Schweikardt    | Maico      | 1    |
|      | John Kiddie            | Honda      | 1    |
|      | Rafael Serrer          | MZ         | 1    |
|      | Benigno Jul            | MZ         | 1    |
|      | Lennart Lundgren       | Maico      | 1    |
|      | Leif Rosell            | Maico      | 1    |
|      | János Reisz            | MZ         | 1    |

(Punten tussen haakjes zijn inclusief streepresultaten)

### Constructeurstitel 125cc-klasse
| Pos. | Constructeur | Ptn.      |
| ---- | ------------ | --------- |
| 1    | Yamaha       | 105 (161) |
| 2    | Maico        | 79 (112)  |
| 3    | Bridgestone  | 70 (72)   |
| 4    | Piovaticci   | 59 (62)   |
| 5    | Malanca      | 51        |
| 6    | Morbidelli   | 46        |
| 7    | MZ           | 19        |
| 8    | Suzuki       | 11        |
| 9    | Honda        | 5         |
| 10   | LGM          | 5         |
| 11   | Rotax        | 3         |
| 12   | DRS          | 2         |

(Punten tussen haakjes zijn inclusief streepresultaten)

## 50cc-klasse
Zonder Derbi was het alleen nog spannend of de Jamathi's het de Van Veen-Kreidlers moeilijk zouden kunnen maken. Van Veen had Bruno Kneubühler gecontracteerd om Jan de Vries te ondersteunen. Jamathi had Theo Timmer als rijder. De Van Veen-Kreidlers waren echter moeilijk te verslaan, zelfs als de Vries een van zijn slechte starts had. 
Duitsland, Hockenheim
Hoewel Duitsland al de derde Grand Prix op de WK-kalender was, opende deze race het 50-seizoen. De openingsronden waren voor de Vries en Kneubühler, terwijl Timmer slechts vierde was achter Ulrich Graf (Kreidler). Timmer had het nadeel dat zijn Jamathi niet optimaal was. Constructeurs Martin Mijwaart en Jan Thiel waren al naar huis om vervangers voor de snelste cilinders, die in de training stuk gegaan waren, te maken (Theo Timmer had maar liefst vijf vastlopers gehad). Theo startte dan ook alleen om in elk geval het startgeld te incasseren en zijn "team" bestond slechts uit zijn verloofde en één monteur. Voor de Kreidlers kwamen de problemen echter juist tijdens de race, toen eerst Kneubühler en daarna de Vries en Graf uitvielen. Timmer gaf zijn leidende positie niet meer uit handen. Henk van Kessel (Kreidler) werd tweede en Wolfgang Gedlich (Kreidler) werd derde.  
Nations GP, Monza
In Monza was de 50cc-race vrij saai. Jan de Vries ging van start tot finish aan de leiding en zijn teamgenoot Kneubühler werd tweede. Gerhard Thurow (Kreidler) werd derde en eigenlijk was alleen de strijd om de vierde plaats tussen Theo Timmer en Jan Huberts (Kreidler) spannend. Pas op de streep wist Timmer Huberts te verslaan. 
Joegoslavië, Opatija
In Joegoslavië startte Theo Timmer het snelste, gevolgd door Bruno Kneubühler. De Vries startte zo slecht dat hij achteraan moest aansluiten. In de vierde ronde lag de Vries echter al op de tweede plaats achter Kneubühler. In de achtste ronde viel de Vries plotseling terug, maar Theo Timmer en Bruno Kneubühler vielen allebei uit, waardoor de Vries met enig geluk toch nog won. Hij had zelfs nog een flinke voorsprong op de Zwitsers Ulrich Graf (Kreidler) en Stefan Dörflinger (Kreidler). 
Nederland, Assen
In Assen trainde Bruno Kneubühler als snelste, maar Jan de Vries nam meteen de leiding om in de tweede ronde met pech de pit in te rijden. Kneubühler was toen niet meer in te halen en won de race. Toen Theo Timmer merkte dat hij Kneubühler niet kon inhalen reed hij op heelhouden om de tweede plaats te pakken. Daarmee stond hij nu aan de leiding van het WK 50 cc. 
België, Spa-Francorchamps
In Francorchamps kwam Jan de Vries moeilijk van de plaats omdat zijn eerste versnelling wegens de hoge topsnelheden (hij haalde 205 km/h in de training) heel lang gegeard was. Na vier kilometer had hij Theo Timmer echter al ingehaald. Timmer had toen nog niet veel voorsprong op Gerhard Thurow en Rudolf Kunz, maar die waren met elkaar in gevecht waardoor Timmer toch kon weglopen. Intussen was Kneubühler als voorlaatste gestart maar hij baande zich ronde na ronde een weg naar voren. In de laatste ronde wist hij op het nippertje de tweede plaats van Timmer af te nemen. 
Zweden, Anderstorp
Jan de Vries stelde zijn wereldtitel zeker in de Grand Prix van Zweden. In de training was hij al 2,2 seconden sneller dan Theo Timmer en in de race maakte hij een slechte start al snel goed. Na de eerste ronde lag hij al aan de leiding en Timmer was nu ook gepasseerd door Gerhard Thurow. In de vierde ronde had de Vries 4 seconden voorsprong op Kneubühler, terwijl Timmer nog steeds derde was omdat hij Thurow weer voorbij gegaan was. Achter de Vries werd Kneubühler tweede en Timmer derde. 
Spanje, Jarama
In Spanje stapte Bruno Kneubühler tamelijk vermoeid op zijn 50cc-Kreidler, nadat hij in de 500cc-race 40 ronden lang aan de leiding had gelegen. Net als Jan de Vries had hij dan ook een slechte start. Samen reden ze een inhaalrace die resulteerde in de eerste plaats voor de Vries en de tweede plaats voor Kneubühler. Henk van Kessel had in het begin aan de leiding gereden, maar werd derde. 

### Uitslagen 50cc-klasse
|   | Datum      | Race               | Circuit           | 1e               | 2e               | 3e                | Poleposition     | Snelste ronde    |
| - | ---------- | ------------------ | ----------------- | ---------------- | ---------------- | ----------------- | ---------------- | ---------------- |
| 1 | 13 mei     | GP van Duitsland   | Hockenheim        | Theo Timmer      | Henk van Kessel  | Wolfgang Gedlich  | Jan de Vries     | Jan de Vries     |
| 2 | 20 mei     | GP des Nations     | Monza             | Jan de Vries     | Bruno Kneubühler | Gerhard Thurow    | Jan de Vries     | Jan de Vries     |
| 3 | 17 juni    | GP van Joegoslavië | Opatija           | Jan de Vries     | Ulrich Graf      | Stefan Dörflinger | Jan de Vries     | Jan de Vries     |
| 4 | 23 juni    | TT van Assen       | Assen             | Bruno Kneubühler | Theo Timmer      | Gerhard Thurow    | Bruno Kneubühler | Bruno Kneubühler |
| 5 | 1 juli     | GP van België      | Spa-Francorchamps | Jan de Vries     | Bruno Kneubühler | Theo Timmer       | Jan de Vries     | Jan de Vries     |
| 6 | 21-22 juli | GP van Zweden      | Anderstorp        | Jan de Vries     | Bruno Kneubühler | Theo Timmer       | Jan de Vries     | Jan de Vries     |
| 7 | 22-23 sept | GP van Spanje      | Jarama            | Jan de Vries     | Bruno Kneubühler | Henk van Kessel   | Jan de Vries     | Bruno Kneubühler |

### Eindstand 50cc-klasse
| Pos. | Coureur            | Motorfiets        | Ptn.    |
| ---- | ------------------ | ----------------- | ------- |
| 1    | Jan de Vries       | Van Veen-Kreidler | 60 (75) |
| 2    | Bruno Kneubühler   | Van Veen-Kreidler | 51 (63) |
| 3    | Theo Timmer        | Jamathi           | 47 (61) |
| 4    | Gerhard Thurow     | Kreidler          | 36 (42) |
| 5    | Henk van Kessel    | Kreidler          | 27      |
| 6    | Jan Huberts        | Kreidler          | 21 (29) |
| 7    | Herbert Rittberger | Kreidler          | 22 (27) |
| 8    | Ulrich Graf        | Kreidler          | 21      |
| 9    | Rudolf Kunz        | Kreidler          | 14      |
| 10   | Wolfgang Gedlich   | Kreidler          | 13      |
| 11   | Stefan Dörflinger  | Kreidler          | 11      |
| 12   | Lars Persson       | Monark            | 11      |
| 13   | Harald Bartol      | Kreidler          | 8       |
| 14   | Jan Bruins         | Monark            | 8       |
| 15   | Jürgen Roller      | Kreidler          | 8       |

| Pos. | Coureur            | Motorfiets | Ptn. |
| ---- | ------------------ | ---------- | ---- |
| 16   | Rainer Bratenstein | Kreidler   | 4    |
|      | Jaime Alguersuari  | Derbi      | 4    |
|      | Adrijan Bernetic   | Tomos      | 4    |
|      | Nico Polane        | Roton      | 4    |
| 20   | Juan Bordons       | Derbi      | 4    |
|      | Leif Rosell        | Jamathi    | 4    |
| 22   | Kasimir Rapczynski | Kreidler   | 3    |
|      | Luigi Rinaudo      | Tomos      | 3    |
|      | Ton Kooyman        | Hemeyla    | 3    |
|      | Leif Gustafsson    | Monark     | 3    |
| 26   | Hans-Jürgen Hummel | Kreidler   | 3    |
| 27   | Claudio Lusuardi   | Villa      | 2    |
| 28   | Rolf Blatter       | Kreidler   | 1    |
|      | Cees van Dongen    | Kreidler   | 1    |
|      | Ricardo Tormo      | Derbi      | 1    |

(Punten tussen haakjes zijn inclusief streepresultaten)

### Constructeurstitel 50cc-klasse
| Pos. | Constructeur | Ptn.     |
| ---- | ------------ | -------- |
| 1    | Kreidler     | 60 (102) |
| 2    | Jamathi      | 47 (61)  |
| 3    | Monark       | 16       |
| 4    | Derbi        | 9        |
| 5    | Tomos        | 4        |
|      | Roton        | 4        |
| 7    | Hemeyla      | 3        |
| 8    | Villa        | 2        |

(Punten tussen haakjes zijn inclusief streepresultaten)

## Zijspanklasse
Met hun door Dieter Busch geprepareerde BMW wonnen Klaus Enders en Ralf Engelhardt alle GP's, behalve die van Finland, die door de toprijders geboycot werd. De grootste tegenstand kwam aanvankelijk van Jeff Gawley, tot zijn bakkenist Peter Sales vertrok mét de König-blokken die zijn eigendom waren. Toch ging de tweede plaats in het kampioenschap naar een König: Werner Schwärzel en Karl-Heinz Kleis. 
Frankrijk, Paul Ricard
In Frankrijk bleek al dat de tweetaktmotoren steeds sterker werden. Rudi Kurth/Dane Rowe kwalificeerden zich met de Cat-Monark op de eerste startplaats, en bij de eerste zes stonden ook nog drie Königs. Kurth/Rowe kwamen na de eerste ronde als leiders door, maar kregen net als in 1972 weer met pech te maken. Met een heftig vibrerende motor moesten ze stoppen. Regerend kampioenen Klaus Enders/Ralf Engelhardt (Busch-BMW) waren toen al dichtbij gekomen en wonnen de race. De strijd achter Enders ging al de hele tijd tussen de Königs van Jeff Gawley en Dennis Keen. Keen viel echter uit en Gawley werd tweede, vóór een andere König, die van Werner Schwärzel/Karl-Heinz Kleis. 
Oostenrijk, Salzburgring
Ook in Oostenrijk trainde een tweetakt als snelste, maar dit keer waren het Jeff Gawley/Peter Sales die hun König op de eerste startplaats zetten. Zij vertrokken ook in de race als snelste, terwijl Klaus Enders een slechte start had. Toen Enders eenmaal de tweede plaats had veroverd verloor hij nog steeds een seconde per ronde op Gawley. Tegen het einde van de race verloor de König wat snelheid, waardoor Enders toch nog wist te winnen. De Belgische broers Michel en Serge Vanneste werden met hun BMW derde. 
Duitsland, Hockenheim
In Duitsland moest Enders enige ronden lang weer achter de Königs van de gebroeders Gerry en Nick Boret en Jeff Gawley en Peter Sales jagen, maar hij wist ze toch allebei te passeren. Nadat ze enige achterstand hadden opgelopen konden de gebroeders Boret toch weer wat dichterbij komen, maar zowel zij als Jeff Gawley vielen uit. Schwärzel/Kleis werden nu tweede, gevolgd door de gebroeders Vanneste. 
Nations GP, Monza
De zijspanrace in Monza werd na het ongeluk in de 250cc-klasse waarbij Renzo Pasolini en Jarno Saarinen het leven verloren afgelast.
Isle of Man Sidecar TT, Snaefell Mountain Course
Op Man waren de zijspanrijders de enigen die de Isle of Man TT niet boycotten. Enders en Engelhardt hadden de 750cc-zijspanrace al gewonnen en wonnen ook de 500cc-race. Ze waren daardoor al bijna niet meer in te halen in de WK-stand. Siegfried Schauzu/Wolfgang Kalauch werden tweede en op de derde plaats eindigden Rolf Steinhausen/Karl Scheurer. 
Nederland, Assen
In Assen nam Klaus Enders na de eerste ronde de leiding van Schwärzel over om die niet meer af te staan. Hierdoor werd hij opnieuw wereldkampioen. Het was zijn vijfde wereldtitel, een aantal dat in de zijspanklasse nog niet eerder voorgekomen was. De gebroeders Boret werden in Assen tweede en Werner Schwärzel/Karl-Heinz Kleis derde.
België, Spa-Francorchamps
Werner Schwärzel nam in België weliswaar de leiding na de start, maar in de training was Enders al 4 seconden sneller geweest en die verwees hem dan ook al snel terug naar de tweede positie. De gebroeders Boret reden lang op de tweede plaats, gevolgd door Schwärzel/Kleis en Gawley/Birch. De Borets vielen echter uit en Gawley passeerde Schwärzel om onbedreigd tweede te worden. Schwärzel viel zelfs uit en daardoor werden Heinz Luthringshauser/Hermann Hahn derde.
Tsjecho-Slowakije, Brno
De eerste 10 plaatsen in de zijspan-GP van Tsjecho-Slowakije werden allemaal door Duitsers bezet. Wereldkampioenen Enders/Engelhardt leidden de race van begin tot eind, Schauzu/Kalauch werden tweede en Schwärzel/Kleis derde. 
Finland, Imatra
De zijspanrijders hadden genoeg van de lage startgelden in Finland en daarom werd de race gereden tussen zes Finse en één onbekende Duitse combinatie. Van deze combinaties haalden er slechts zes de eindstreep, waardoor de race ook nog eens bijzonder saai was. Het leverde de eerste overwinning in de zijspanklasse voor Honda op, want Kalevi Rahko en Kari Laatikainen kwamen met hun Honda CB 500 Four als eerste aan, gevolgd door de BMW-combinaties van Jaakko Palomäki/Juhani Vesterinen en Pentti Moskari/Olaf Sten. 

### Uitslagen zijspanklasse
|   | Datum    | Race                     | Circuit           | 1e                              | 2e                                   | 3e                                   | Poleposition                   | Snelste ronde                   |
| - | -------- | ------------------------ | ----------------- | ------------------------------- | ------------------------------------ | ------------------------------------ | ------------------------------ | ------------------------------- |
| 1 | 22 april | GP van Frankrijk         | Paul Ricard       | Klaus Enders / Ralf Engelhardt  | Jeff Gawley / Peter Sales            | Werner Schwärzel / Karl-Heinz Kleis  | Rudi Kurth / Dane Rowe         | Klaus Enders / Ralf Engelhardt  |
| 2 | 6 mei    | GP van Oostenrijk        | Salzburgring      | Klaus Enders / Ralf Engelhardt  | Jeff Gawley / Peter Sales            | Michel Vanneste / Serge Vanneste     | Jeff Gawley / Peter Sales      | Jeff Gawley / Peter Sales       |
| 3 | 13 mei   | GP van Duitsland         | Hockenheim        | Klaus Enders / Ralf Engelhardt  | Werner Schwärzel / Karl-Heinz Kleis  | Michel Vanneste / Serge Vanneste     | Jeff Gawley / Peter Sales      | Klaus Enders / Ralf Engelhardt  |
| 4 | 20 mei   | GP des Nations           | Monza             | geannuleerd                     | geannuleerd                          | geannuleerd                          | Gerry Boret / Nick Boret       | –                               |
| 5 | 6-8 juni | Isle of Man TT           | Mountain Course   | Klaus Enders / Ralf Engelhardt  | Siegfried Schauzu / Wolfgang Kalauch | Rolf Steinhausen / Karl Scheurer     | Klaus Enders / Ralf Engelhardt | Klaus Enders / Ralf Engelhardt  |
| 6 | 23 juni  | TT van Assen             | Assen             | Klaus Enders / Ralf Engelhardt  | Gerry Boret / Nick Boret             | Werner Schwärzel / Karl-Heinz Kleis  | Klaus Enders / Ralf Engelhardt | Klaus Enders / Ralf Engelhardt  |
| 7 | 1 juli   | GP van België            | Spa-Francorchamps | Klaus Enders / Ralf Engelhardt  | Jeff Gawley / Kenny Birch            | Heinz Luthringshauser / Hermann Hahn | Klaus Enders / Ralf Engelhardt | Klaus Enders / Ralf Engelhardt  |
| 8 | 15 juli  | GP van Tsjecho-Slowakije | Masaryk-Ring      | Klaus Enders / Ralf Engelhardt  | Siegfried Schauzu / Wolfgang Kalauch | Werner Schwärzel / Karl-Heinz Kleis  | Klaus Enders / Ralf Engelhardt | Klaus Enders / Ralf Engelhardt  |
| 9 | 29 juli  | GP van Finland           | Imatra            | Kalevi Rahko / Kari Laatikainen | Jaakko Palomäki / Juhani Vesterinen  | Pentti Moskari / Olaf Sten           | niet bekend                    | Matti Satukangas / Jussi Alanen |

### Eindstand zijspanklasse
| Pos. | Coureur               | Bakkenist                      | Motorfiets    | Ptn.     |
| ---- | --------------------- | ------------------------------ | ------------- | -------- |
| 1    | Klaus Enders          | Ralf Engelhardt                | Busch-BMW     | 75 (105) |
| 2    | Werner Schwärzel      | Karl-Heinz Kleis               | König         | 48       |
| 3    | Siegfried Schauzu     | Wolfgang Kalauch               | BMW           | 45       |
| 4    | Michel Vanneste       | Serge Vanneste                 | BMW           | 39       |
| 5    | Jeff Gawley           | Peter Sales en Kenny Birch     | König         | 36       |
| 6    | Rolf Steinhausen      | Karl Scheurer en Erich Schmitz | König         | 27       |
| 7    | Heinz Luthringshauser | Hermann Hahn                   | BMW           | 26       |
| 8    | Richard Wegener       | Rolf Kabbe en Derek Jacobson   | BMW           | 24       |
| 9    | Kalevi Rahko          | Kari Laatikainen               | Honda         | 15       |
| 10   | Karl Venus            | Rainer Gundel                  | BMW           | 15       |
| 11   | Gerry Boret           | Nick Boret                     | Renwick-König | 14       |
| 12   | Graham Milton         | Don Smith                      | BMW           | 14       |
| 13   | Jaakko Palomäki       | Juhani Vesterinen              | BMW           | 12       |
| 14   | Otto Haller           | Erich Haselbeck                | BMW           | 12       |
| 15   | Pentti Moskari        | Olaf Sten                      | BMW           | 10       |
| 16   | Gustav Pape           | Franz Kallenberg               | BMW           | 10       |
| 17   | Matti Satukangas      | Jussi Alanen                   | Sachs         | 8        |
| 18   | Robin Williamson      | John McPherson                 | BMW           | 6        |
|      | Markku Kettola        | Jussi Saksa                    | König         | 6        |
| 20   | Hermann Binding       | Helmut Fleck                   | BMW           | 5        |
|      | Roger Dutton          | Tony Wright                    | BMW           | 5        |
|      | Tony Wakefield        | Alex MacFadzean                | BMW           | 5        |
|      | Kurt Jelonek          | Werner Stahl                   | BMW           | 5        |
| 24   | George O'Dell         | Bill Boldison                  | BSA           | 4        |
| 25   | Egon Schons           | Karl Lauterbach                | BMW           | 4        |
| 26   | Dick Hawes            | Edwin Kiff                     | Weslake       | 3        |
|      | Rudi Kurth            | Dane Rowe                      | CAT-Monark    | 2        |
| 28   | Mick Boddice          | David Loach                    | Kawasaki      | 3        |
| 29   | Roy Woodhouse         | Doug Woodhouse                 | Honda         | 2        |
|      | Helmut Schilling      | Harald Mathews                 | BMW           | 2        |
| 31   | Fritz Hänzi           | Marcel Clerc                   | BMW           | 1        |
|      | Maurice Candy         | Eddie Fletcher                 | BSA           | 1        |
|      | Bill Currie           | Keith Scott                    | GSM-Weslake   | 1        |
|      | Wolfgang Klenk        | Norbert Scherer                | BMW           | 1        |

(Punten tussen haakjes zijn inclusief streepresultaten)

### Constructeurstitel zijspanklasse
| Pos. | Constructeur | Ptn.     |
| ---- | ------------ | -------- |
| 1    | BMW          | 75 (117) |
| 2    | König        | 60 (80)  |
| 3    | Honda        | 17       |
| 4    | Sachs        | 8        |
| 5    | BSA          | 4        |
| 6    | CAT-Monark   | 3        |
| 7    | Kawasaki     | 3        |
| 8    | GSM-Weslake  | 1        |

(Punten tussen haakjes zijn inclusief streepresultaten)